# Best Days of Your Life
«Best Days of Your Life»  — другий сингл другого альбому американської кантрі співачки Келлі Піклер — «Kellie Pickler». В США вийшов 1 грудня 2008. На «Billboard» «Hot 100» пісня посіла 46 місце, а на «Billboard» «Hot Country Songs» — 9 місце. Пісня отримала Золото «RIAA».
Келлі писала цю пісню разом зі своєю подругою Тейлор Свіфт, з якою і виконала пісню у дуеті.

## Список пісень
| #  | Назва                    | Тривалість |
| -- | ------------------------ | ---------- |
| 1. | «Best Days of Your Life» | 3:47       |

## Чарти
| Чарт (2008-2009)                         | Місце |
| ---------------------------------------- | ----- |
| U.S. Billboard Hot Country Songs         | 9     |
| U.S. Billboard Hot 100                   | 46    |
| Canadian Radio & Records Country Singles | 23    |
| Canadian Hot 100                         | 99    |

## Продажі
В США пісня продалась у 1,133,000 копій.